# Tinodes serifos
Tinodes serifos là một loài Trichoptera trong họ Psychomyiidae. Chúng phân bố ở miền Cổ bắc.